# دین در کره جنوبی
دین در کرهٔ جنوبی(۲۰۱۵ میلادی)

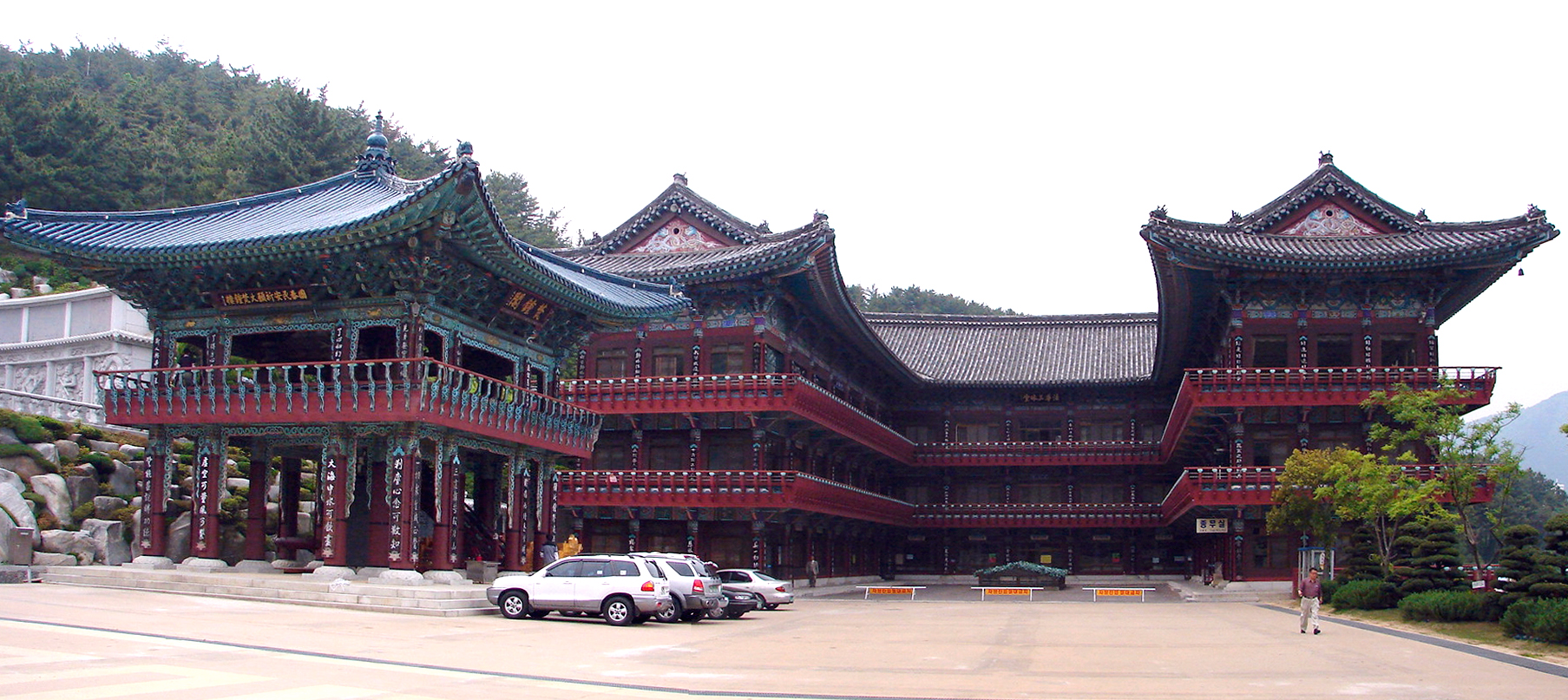
معبدی در کره جنوبی

کره کشوری است که تمام دین‌های دنیا مانند مسیحیت، بودایی، کنفسیونیسم و اسلام با صلح در کنار شمن باوری همزیستی می‌کنند. در بین ادیان، بودایی و کنفسیونیسم تأثیر بیشتری از دیگر دین‌ها دارد. در میان زندگی مردم کره، بیش از نیمی از فرهنگ‌های این کشور، برگرفته از این دو آیین می‌باشد.
طبق سرشماری ملی سال ۲۰۱۵، ۵۶٫۱ درصد از مردم کره جنوبی هیچ وابستگی رسمی به مذهب ندارند. کسانی که عضو رسمی مذاهب هستند پروتستانت (۱۹٫۷٪)، بودایی (۱۵٫۵٪) و کاتولیک (۷٫۹٪) و درصد کوچکی از مردم کره جنوبی (مجموعاً ۰٫۸ درصد) اعضای مذاهب دیگر هستند، از جمله وون بودیسم، کنفوسیونیسم، چاندوئیسم، دائوسون جینریو، داجونگیسم، یوگسونیسم و ارتودوکس و اسلام و یهودیت .

## ادیان مختلف در کره جنوبی

### بودیسم (بودایی)
بودیسم مذهب خارجی و وارداتی از چین می‌باشد که نفوذ فرهنگی آن طی دوره شیلا (۵۷ قبل از میلاد تا ۹۳۵ بعد از میلاد) و دوره کوریو (۹۱۸ تا ۱۳۹۲) در کره جنوبی غالب بود. بودیسم کره‌ای معتقد به لزوم تحمل رنج و عذاب انسان‌ها است که این رنج و عذاب باید با میل و رغبت ایجاد شود.

### یهودیت
حضور یهودیان در کره جنوبی از زمان ۱۹۵۰ آغاز شد. در این زمان تعداد زیادی از سربازان یهودی نظیر کشیش چائیم پوتوک(رمان‌نویس مشهور آمریکایی) به شبه جزیره کره آمدند. امروزه جامعه یهودی بسیار محدودی در شهر سئول زندگی می‌کنند و تعداد کمی از کره ای‌ها نیز به این آئین گرویده‌اند در آوریل ۲۰۰۸ اولین خانه موسوم به چاپاد یهودی در شهر سئول بر پا گردید.

### مسیحیت
طی صد سال گذشته مسیحیت در کره جنوبی، رشد فزاینده داشته و کلیسای مسیحی کره یکی از پنج کلیسای عمده میسیونری جهان می‌باشد. در حال حاضر پنجمین کلیسای بزرگ پروتستانی جهان در منطقه یوئیدوی سئول قرار دارد. کره جنوبی سومین کشور مسیحی آسیا بعد از فیلیپین و تیمور شرقی همچنین سومین کشوری است که در آسیا به نسبت جمعیت خود بیشترین پیرو مسیحیت را پس از فیلیپین و تیمور شرقی در خود جای داده‌است.
کاتولیسیزم در کره:
آیین کاتولیک از طرف چین به کره معرفی شد. مبلغی غربی به نام جوزن و همراهانش در پی دیدار از بیجینگ، فرستاده‌هایی بودند که این دین را در این شهر معرفی کردند. پیش تر، کاتولیک‌های رومی در پی ترویج دین در کره تحت آزار و اذیت شدید قرار گرفتند. اما دین در سراسر کشور گسترش یافت و قوانین جوزن برای آزار و اذیت پیروان مسیحیت راه کره را به سمتی هدایت کرد که در لیست چهارمین کشور با بیشترین تعداد مسیحیان قرار بگیرد.
پروتستانتیسم در کره:
این آیین در کره در اواخر قرن ۱۹ میلادی به وسیله مبلغان آمریکای شمالی ترویج شد و به سرعت قلب مردم را برنده شد. حتی امروزه پروتستانت در کره در بسیاری از موسسات آموزشی مدارس کالجها و دانشگاه‌ها و مراکز پزشکی فعالیت می‌کنند.

### چانگ سانگ یو
آئین چانگ سانگ یو در اواخر قرن ۱۹ توسط پادشاه جونگ سان بر اساس رویه‌های جادوگری و ایجاد بهشت برروی زمین تأکید داشت.

### وون بودیسم
آئین وون بودیسم ناشی از یک تلاش برای ترکیب دکترین بودیسم سنتی با یک سری امور مدرن برای اصلاح اجتماعی و تجدید حیات بودیسم بوده‌است. مقر اصلی این فرقه در شهر ایکسان در جنوب کره جنوبی واقع بوده و در حدود یکصد هزار پیرو در کره جنوبی دارد.

### کنفسیونیسم
خط مشی است که بیشتر بر اهمیت وفاداری، تقوا و عبادت اجداد و نیاکان تأکید می‌کرد. پیروان این آیین همچنین با اعتقاد بر اینکه ارواح اجدادی می‌توانند بر زندگی فرزندانشان تأثیر بگذارند، پرستش نیاکان را ارج می‌دهند و سعی در یافتن اماکن فرخنده برای گورهای اجدادشان داشته‌اند.

### اسلام
در میانه دوم قرن هفتم، تاجران مسلمان از جانب دستگاه خلافت به تانگ چینا مسافرت کردند و اساس تجارت را با شیلا یعنی یکی از سه پادشاهی کره پایه‌گذاری نمودند. در ۷۵۱ یک ژنرال چینی از نسل گوگوریو یعنی گائو کیانگژی نبرد تالاس را برای تانگ چینا در برابر خلیفه عباسی فرماندهی نمود که منجر به شکست شد.
نخستین برخورد با کره در یک اثر جغرافیایی غیر آسیای شرقی با نام «بررسی عمومی قلمروها و جاده هاً» نوشتهٔ ابن خردادبه در میانه سده نهم دیده می‌شود.
اولین حضور قابل توجه اسلام در تاریخ کره به قرن نهم در جریان دوره شیلای یکپارچه با ظهور دریانوردان و تاجران عرب و ایرانی بر می‌گردد. بنا به گفتهٔ بسیاری از جغرافی دانان مسلمان، خصوصاً جغرافی‌دان و کاوشگر ایرانی مسلمان قرن نهم یعنی ابن خردادبه، بسیاری از مسلمانان به‌طور همیشگی در کره اقامت گزیدند به‌طوری‌که روستاهای مسلمان‌نشین را تشکیل دادند. برخی یادداشت‌ها اشاره دارند که بسیاری از این مهاجرین از عراق بودند. ثبت دیگری حکایت از آن دارد که تعداد بسیار زیادی از گروه‌های شیعه علوی در کره مستقر شدند. به‌طور مشخص، دیگر نشانه‌های جامعه مسلمان خاور میانه در شیلا، مجسمه‌های به جا ماندهٔ سفالین نگهبانان سلطنتی با شخصیت‌های ایرانی هستند. پس از آن، مسلمانان زیادی بعدها با زنان کره‌ای ازدواج کردند. به علت دورافتادگی از نظر جغرافیایی کره از دنیای مسلمانان، برخی همانند سازی‌ها با مکتب بودا و شمنیسم اتفاق افتاد. خیلی از مسلمانان کره‌ای بر این عقیده‌اند که روش زندگی متفاوت شان، آن‌ها را از دیگران در جامعه آشکارتر می‌کند. گرچه بزرگ‌ترین نگرانی آن‌ها قضاوت تبعیض‌آمیز است که آن‌ها بعد از حمله تروریستی یازده سپتامبر در ۲۰۰۱ احساس می‌کنند. در تلویزیون آریرنگ، یک ایستگاه کره‌ای همچنین یک گزارش ۹ دقیقه‌ای از هاک آپدو و اسلام در کره پخش شد.